# Donata Wenders
Donata Wenders (ur. 1965 w Berlinie) – niemiecka fotograf i operatorka filmowa. 
Kształciła się w zakresie religioznawstwa, aktorstwa i filmu. Od 1987 roku pracowała w przemyśle filmowym (m.in. przy filmach Zellulina, Kinder auf der Flucht oraz Die Zeit mit Kathleen). Od 1995 roku skoncentrowała się na tworzeniu fotografii. Jej prace były wystawiane w licznych galeriach na całym świecie (m.in. w Palazzo Ducale w Parmie, Galerii Fotografii Współczesnej w Los Angeles i galerii f5,6 w Monachium). Jako fotograf wykonała m.in. portrety Bono, Milli Jovovich, Andie MacDowell, Mela Gibsona, Ingi Busch oraz zespołu Die Toten Hosen.
W 1993 roku wyszła za niemieckiego reżysera Wima Wendersa, wraz z którym opublikowała później kilka książek. Pracowała też wraz z nim przy jego filmach, m.in. Lisbon Story, Jak daleko, jak blisko, Million Dollar Hotel i Buena Vista Social Club.